# Alodia và Nunilo
Alodia và Nunilo (mất k. 842/851) là hai vị tử đạo trẻ em của Giáo hội Công giáo, sống vào thời kỳ vương triều Ummayad cai trị bán đảo Iberia tại nơi mà ngày nay là thành phố Huesca, Tây Ban Nha. Giáo hội Công giáo mừng kính hai thánh nữ vào ngày 22 tháng 10.

## Sinh thời
Sinh ra trong một gia đình có cha mẹ không cùng tôn giáo, hai chị em Alodia và Nunilo đã được cha chấp thuận cho theo Kitô giáo cùng mẹ. Tuy nhiên, sau khi người cha ruột của hai chị em qua đời, người cha kế của họ, theo tập quán, đã ép họ phải theo đạo Islam giáo cùng mình. Thêm vào đó, dưới triều Emir Abd ar-Rahman II của Córdoba, tồn tại một sắc lệnh coi các con trẻ theo Kitô giáo của những cặp vợ chồng khác tôn giáo là những người bội giáo. Vì lẽ đó, họ bị hoàn cảnh thúc ép phải bỏ đạo và kết hôn theo sự sắp đặt của cha dượng. Tuy nhiên, Alodia và Nunilo đã quyết không bỏ đạo cùng kết hôn vì họ cho rằng họ đã tận hiên bản thân mình cho Chúa Kitô. Sau đó, hai chị em Alodia và Nunilo đã tìm đến ẩn náu tại tư gia của một người dì theo Kitô giáo, nơi họ tìm được sự thoải mái và yên tĩnh. Tuy nhiên, khoảng thời gian yên bình này không kéo dài được lâu.
Không lâu sau, hai em Alodia và Nunilo bị bắt giam; dù vậy hai chị em họ vẫn quyết không chối đạo. Căn cứ theo luật pháp Sharia, những người bội giáo sẽ phải chịu chém đầu bằng một thanh đao, nên cuối cùng hai chị em họ đã được đưa ra để chịu xử trảm sau một khoảng thời gian dài sống trong nhà giam.
Theo truyền thống của vùng Aragón, hai vị tử đạo Alodia và Nunilo quê gốc ở làng  Adahuesca, thuộc đô thị Barbastro của tỉnh Huesca và từng bị giam giữ tại lâu đài Alquézar. Thánh tích của hai vị tử đạo từng được cất giữ cách trường kỳ tại Tu viện San Salvador tại Leyre; cũng tại cổng vào phía Tây của tu viện này có một bức phù điêu nhắc nhớ về cuộc tử đạo của hai chị em Alodia và Nunilo.

## Tôn kính
Trong nhiều thế kỷ, lòng sùng kính hai vị tử đạo thành Huesca đã lan truyền từ Tu viện Leyre đến một số cộng đồng tu trì tại La Rioja.

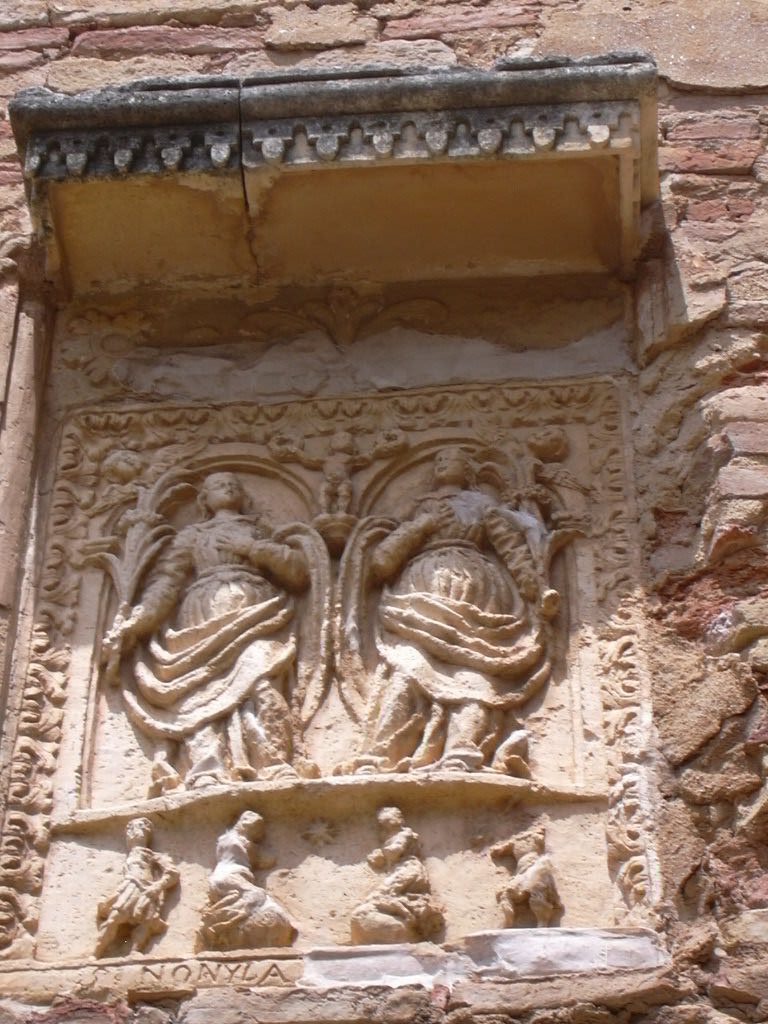
Alodia và Nunilo trên bức phù điêu tại Nhà thờ hiệp đoàn Alquézar
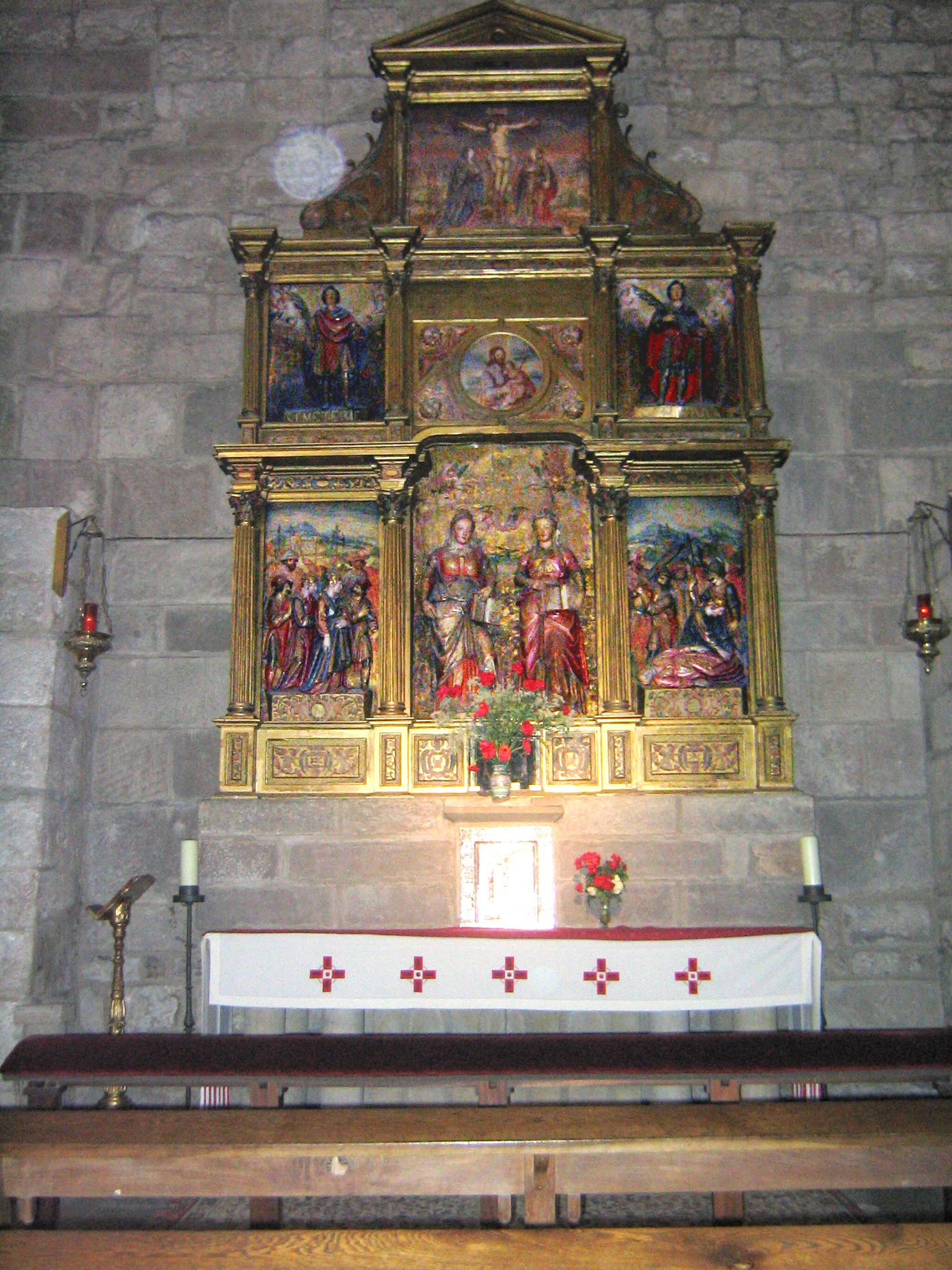
Bàn thờ với tượng các thánh Alodia và Nunilo từ thế kỷ 18 tại tu viện Leyre.
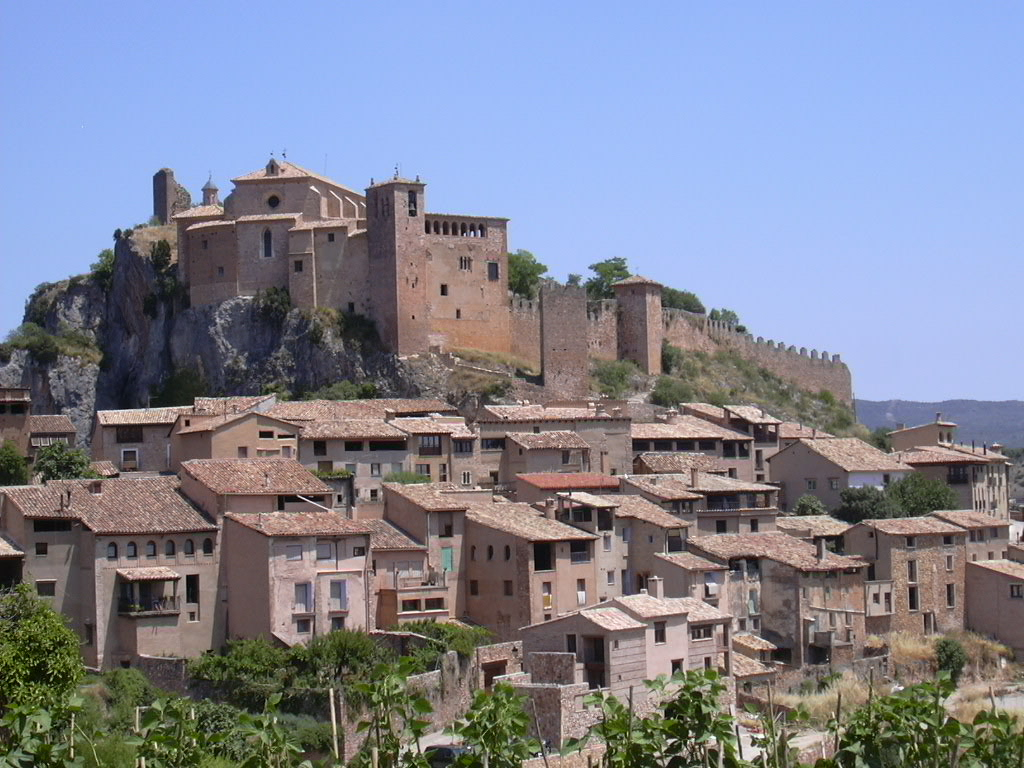
Lâu đài Alquézar cùng Nhà thờ hiệp đoàn Alquézar.
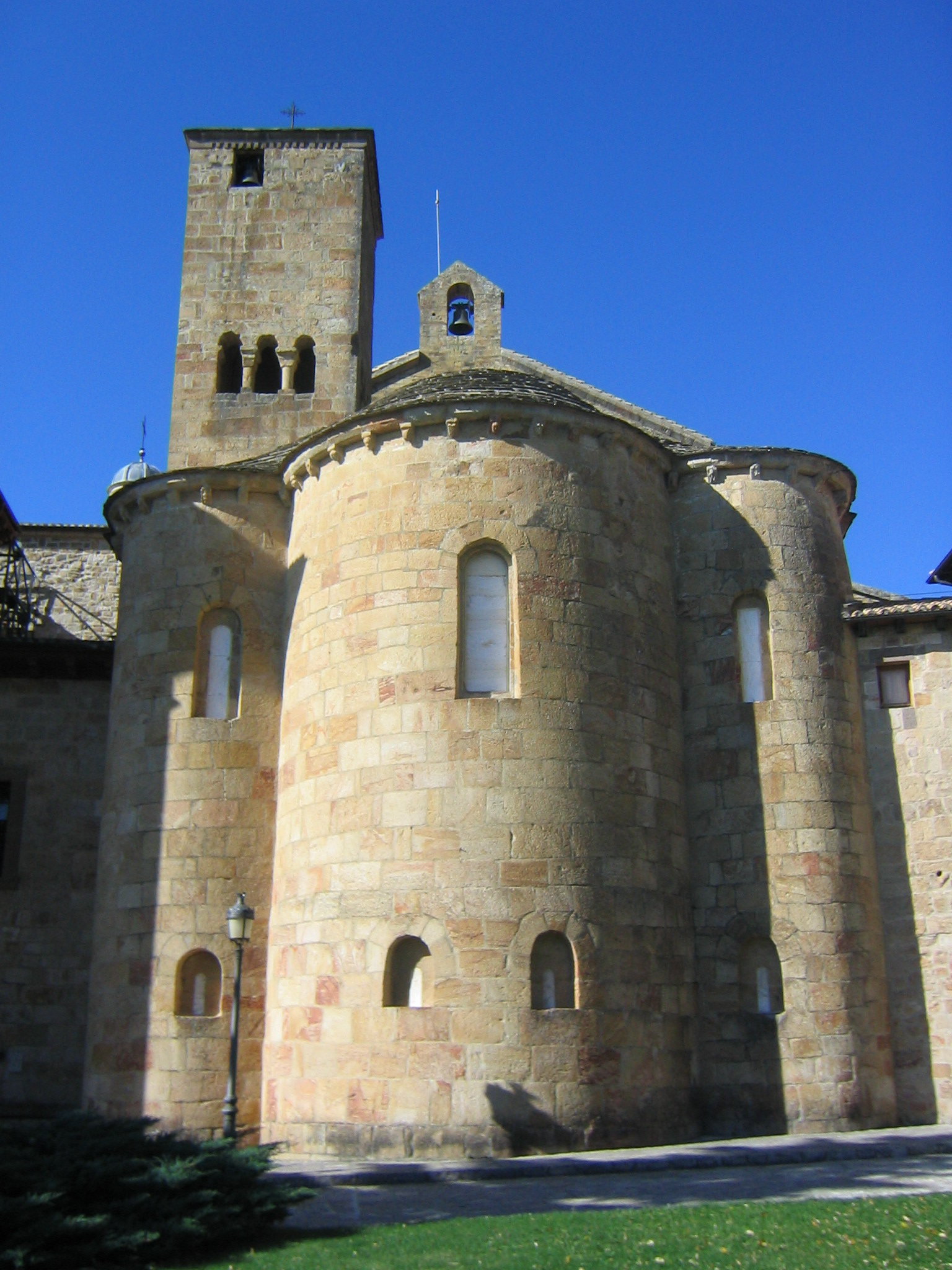
Nhà nguyện của Tu viện San Salvador tại Leyre.
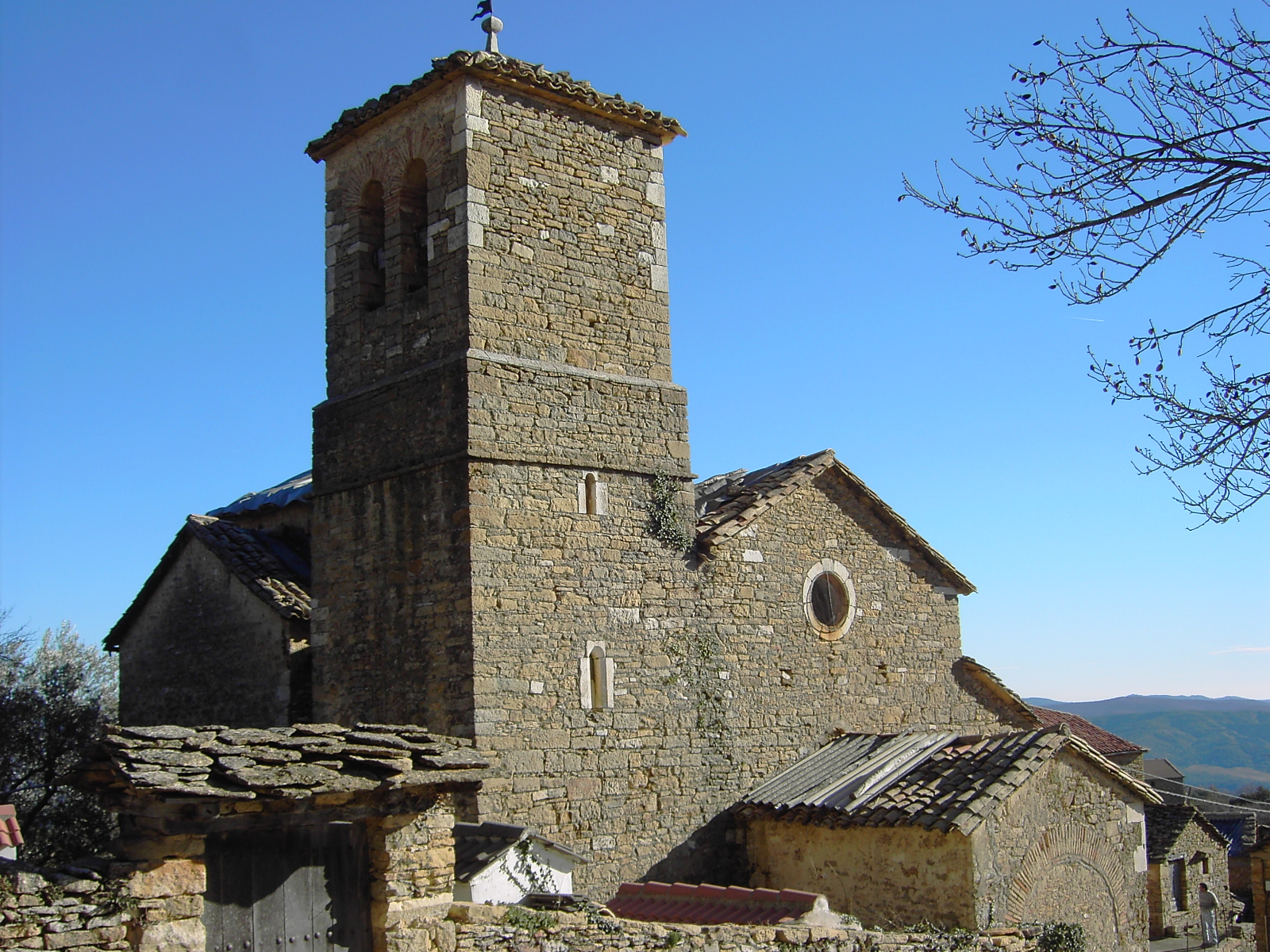
Nhà thờ Thánh Nunilo và Thánh Alodia tại thị trấn Betorz (tỉnh Huesca).